# 58424 Джеймсданлоп
58424 Джеймсданлоп (58424 Jamesdunlop) — астероїд головного поясу, відкритий 22 лютого 1996 року.
Тіссеранів параметр щодо Юпітера — 3,429.